# Ara Payung
Ara Payung is een bestuurslaag in het regentschap Serdang Bedagai van de provincie Noord-Sumatra, Indonesië. Ara Payung telt 2202 inwoners (volkstelling 2010).